# Emotional Freedom Techniques
Emotional Freedom Techniques (EFT) (pt: Técnicas de Libertação Emocional), são uma forma de “acupuntura psicológica”. Usa-se o sistema de meridianos chinês para aliviar a tensão psicológica e a dor fisiológica. É uma modalidade terapêutica que combina procedimentos verbais e físicos, usando o princípio de exposição (à queixa), procedimento manual de estimulação dos pontos de acupuntura feita com as pontas dos dedos e reestruturação cognitiva. Frequentemente é utilizada uma combinação de focalização no problema (exposição), seja ele mental, emocional ou físico, juntamente com estímulo de pontos de acupuntura. A EFT equilibra o sistema de energia com um procedimento de batidas em pontos específicos que se encontram na face e no corpo, restabelecendo então o equilíbrio do sistema de energia e neutralizando conflitos emocionais, à medida que permite ao corpo retomar suas habilidades curativas naturais.  
A EFT é fruto das observações do engenheiro Gary Craig com base na técnica do Thought Field Therapy criada pelo Dr. Roger Callaham. Em 1995, Gary Craig simplificou os procedimentos criando um algoritmo único no lugar de vários usados na TFT, que necessita da presença de um terapeuta para encontrar o bom algoritmo. 
Estudo identificou correlatos de mudança de expressão de seis genes após tratamento bem-sucedido com EFT, nos quais veteranos de guerra saíram do diagnóstico clínico de estresse pós-traumático. . Ela age no sistema nervoso central provocando efeitos fisiológicos observados no sistema cardíaco, endócrino e imunológico. Estudos feitos sobre compulsão alimentar, mostram uma diminuição da ativação do córtex lateral orbitofrontal, associado com a área da recompensa e outras áreas ligadas ao reconhecimento da comida. Os sujeitos se tornaram menos inclinados ao carboidrato. Além disso, Feinstein (2019) encontrou que a prática de EFT gera potentes ondas cerebrais delta despotencializando os receptores de glutamato nas sinapses, desativando os circuitos da amígdala, responsável pelo stress. Em diversos estudos, a EFT se mostrou eficaz para prevenir  stress, burnout, controle de dor, ansiedade, fobias, depressão, compulsões. 
Essa técnica tem sido usada para melhorar e até mesmo regredir o diagnóstico de stress pós-traumático em caso de abusos sexuais, e traumas coletivos como em casos de guerras, catástrofes naturais, pandemias.
A EFT é segura e fácil de aplicar. Atualmente no Brasil a EFT está cada vez mais sendo procurada em alternativa à psicoterapia convencional. 
O EFT opera através do balanceamento energético dos meridianos, descobertos pelos chineses há milhares de anos e utilizados na acupuntura para eliminar sintomas psíquicos e psicossomáticos. Segundo o criador no método, Gary Craig, percebeu-se que, mesmo sem agulhas, se poderia ter o efeito desejado de alívio de sintomas. A técnica traz uma sequência de toques que o próprio paciente aplica em alguns pontos por onde circulam os meridianos.
O EFT é uma técnica prática. Há outras técnicas que utilizam este princípio (TAT, BSFF, TFT, NAEM). Segundo a técnica, em algumas sessões se restabelece o equilíbrio do fluxo energético nos meridianos, e o paciente sente o alívio imediato.